# مايكل أشباخر
مايكل جورج أشباخر (بالإنجليزية: Michael Aschbacher)‏ (من مواليد 8 أبريل 1944م) هو عالم رياضيات أمريكي اشتهر بعمله في المجموعات المحدودة. وكان شخصية بارزة في الانتهاء من تصنيف مجموعات بسيطة محدودة في عقد 1970 وعقد 1980 م. اتضح فيما بعد أن التصنيف غير مكتمل، لأن حالة مجموعات الكاسيثين لم تنته بعد. تم إصلاح هذه الفجوة من قِبل أشباخر وستيفن سميث في عام 2004، في كتابين يتكونان من حوالي 1300 صفحة. يشغل أشباخر حاليًا منصب أستاذ شالر آرثر هانيش للرياضيات في معهد كاليفورنيا للتكنولوجيا.[بحاجة لمصدر]